# ナヨクサフジ
ナヨクサフジ（学名：Vicia villosa）は、ヨーロッパや西アジア原産のマメ科植物でヘアリーベッチ(hairy vetch)とも呼ばれる。
日本では緑肥や飼料用途などで、種子が販売されている。
ソラマメ属で日本原産のクサフジに近い。
見分け方は開花時に花柄の位置を見るのが最も容易で、クサフジは萼筒の末端に、ナヨクサフジはやや離れて付く。
また、滑らかな茎ではなく軟毛が生えている。

## 別名・亜種
英語ではhairy vetchのほか, fodder vetch、winter vetchとも呼ばれる。
- Vicia villosa ssp. ambigua (Guss.) Kerguelen (= ssp. elegantissima, ssp. pseudocracca)
- Vicia villosa ssp. eriocarpa (Hausskn.) P.W.Ball
- Vicia villosa ssp. microphylla (d'Urv.) P.W.Ball
- Vicia villosa ssp. varia (Host) Corb. (= ssp. dasycarpa)（ヘアリーベッチ）
- Vicia villosa ssp. villosa（ビロードクサフジ）

## 植生
茎の長さが 1.5 - 2メートルに達する、つる性の一年生植物で、開花は5 - 8月である。
侵略性
繁殖力旺盛で地表被覆速度が大きい。さらにシアナミドによるアレロパシー作用で他種の生長を抑制する。農業分野で生物農薬（除草剤）として扱われるが、圃場外へ拡散して河川敷などで大繁殖するため、クサフジだけでなく絶滅危惧種を含む在来種と競合、駆逐するリスクがある。

## 用途・特徴
特徴
- レンゲなどのマメ科植物と同様に、空気中の窒素固定として200lb/acreの土壌の富栄養化を行う[3] [6]。

用途
- 飼料
- 緑肥：高い効果が報告されている面もあるが、一方で上記アレロパシーの報告もあることからホウレンソウなどアレロパシー感受性の高い作物は発芽障害リスクがある[7]。
- 土壌改善：50センチメートルほどの深さまで直根性の根を張るので硬盤粉砕の効果が期待できる。マメ科特有の根粒菌との共生による窒素固定。菌根菌との共生によるリン酸固定も期待できる。
- コンパニオンプランツ（リビングマルチ）：トマトなどの相性のよい植物と一緒に植えることで、雑草を除去したり成長を促進させる[8]。
- 冬の間の被覆作物（カバークロップ）[9]
- 不耕起栽培[10]
- 蜜源植物[11]

中毒
種子に含まれるカナバニンが、ヒトを含む草食動物に毒性を示す。
本種を飼料として与えていた牛や馬に3種類の中毒症状が報告されている。
1. 種子を摂取したとき，急性の神経症状を示し死亡する。原因は種子に含まれる青酸配糖体によるものとされる。
2. 生草を食べた牛の頭部，頚部，体幹の皮下浮腫，口腔粘膜のヘルペス状の発疹，膿状の鼻汁，ラ音，咳嗽などの症状がみられた。
3. 生草を食べた牛および馬に発熱，皮膚炎，結膜炎，下痢などの臨床症状を呈し、病理学的には全身性の肉芽腫性病変がみられる。

このうち、(3)の中毒症状が大半を占めているが、本種を飼料として与えている家畜数に比べ報告件数は少なく原因の解明にも至っていないため、別の要因の可能性も指摘されている。